# Helen Menken
Helen Menken (12 décembre 1901 – 27 mars 1966) est une actrice américaine qui parut pour la première fois à Broadway dans Red Mill (1913) alors qu’elle n’était âgée que de 12 ans.
On la verra aussi dans des productions comme Major Pendennis, Three Wise Fools, Seventh Heaven, The Old Maid et Mary of Scotland.
Elle fut présidente de l’American Theatre Wing à partir de 1957.